# João Paulo Borges Coelho
João Paulo Constantino Borges Coelho (Porto, 27 de junho de 1955) é um historiador e escritor luso-moçambicano.

## Biografia
Nascido no Porto em 1955, filho de pai transmontano e mãe moçambicana, cedo foi viver com os pais para Moçambique, adquirindo mais tarde a nacionalidade deste país.
Estudou em Moçambique, frequentando o Liceu Pêro de Anaia, na Beira, e obtendo posteriormente um doutoramento em História Económica e Social pela Universidade de Bradford (Reino Unido) e uma licenciatura em História pela Universidade Eduardo Mondlane de Maputo, em Moçambique.
É, acima de tudo, um historiador. Ensina História Contemporânea de Moçambique e África Austral na Universidade Eduardo Mondlane, em Maputo, e, como professor convidado, no Mestrado em História de África da Faculdade de Letras da Universidade de Lisboa. Tem-se dedicado à investigação das guerras colonial e civil em Moçambique e publicou vários textos académicos em Moçambique, Portugal, Reino Unido, Espanha e Canadá.
Como escritor, estreou-se na ficção com ‘As Duas Sombras do Rio’ em 2003. Venceu o Prémio José Craveirinha de 2005, atribuído em 28 de Março de 2006, com o livro ‘As Visitas do Dr. Valdez’. Moçambique é o principal pano de fundo de todo o seu trabalho de ficção.
Recebeu o Prémio Leya, no segundo ano da sua atribuição, pelo romance ‘O Olho de Hertzog’. O prémio foi anunciado a 13 de Outubro de 2009. 
Em 2012 recebeu um Doutoramento Honoris Causa pela Universidade de Aveiro
A 9 de junho de 2019, foi agraciado com o grau de Comendador da Ordem do Infante D. Henrique, de Portugal.